# Shut the box

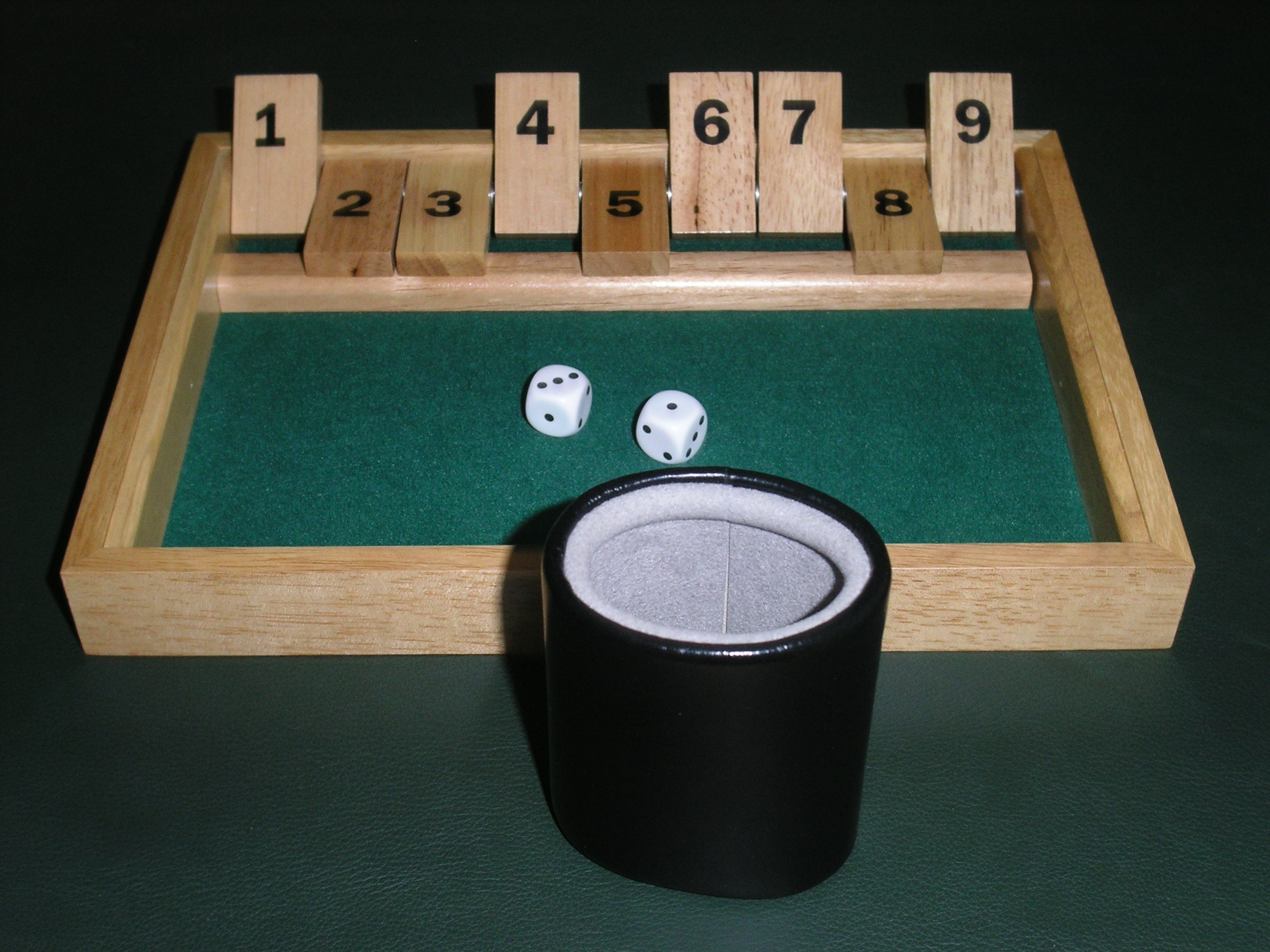
Klipp Klapp

Shut the box (ook wel Klipp Klapp) is een dobbelspel dat gespeeld wordt op diverse plaatsen in de wereld en populair is in Thailand. 

## Spel
Het spel bestaat uit een doos dat dient als werpveld en twee dobbelstenen. Door de doos zitten op een staafje met houten blokjes waarop de getallen van 1 tot 9 staan. Deze houten blokjes kunnen kantelen.  

### Spelregels
Alle houtjes worden omhoog gezet. Men spreekt een aantal rondes af dat men zal spelen. De speler die aan de beurt is werpt met de twee stenen. Telkens dient de speler een combinatie van getallen neer te leggen die de totale waarde van de worp dekt. Lukt dit dan mag hij opnieuw werpen en weer een combinatie zoeken. Op het ogenblik dat hij geen combinatie meer kan vormen telt men de overgebleven waardes. Dit zijn de strafpunten van deze ronde. Dan is het aan de andere spelers. Nadat iedereen gespeeld heeft begint men aan de volgende ronde. De persoon die de minst aantal strafpunten scoort in alle rondes wint het spel. 

## Geschiedenis
De oorsprong van het spel is onduidelijk en meerdere legendes spreken elkaar tegen. De eerste vermelding in het Engels  uit 1958 is dat het gespeeld werd in de cafés van Manchester. In Frankrijk stond het echter al in 1899 vermeld in een catalogus van een warenhuis onder de naam 'Jeu du trac'. 
Het spel was tevens de basis voor de televisiekwis High Rollers van de NBC dat werd uitgezonden in de periodes 1974 - 1976 en 1978 - 1980.